# Caltha introloba
Caltha introloba är en ranunkelväxtart som beskrevs av F. Müll.. Caltha introloba ingår i släktet kabblekor, och familjen ranunkelväxter. Inga underarter finns listade i Catalogue of Life.